# Otto Jaeger (Jurist)

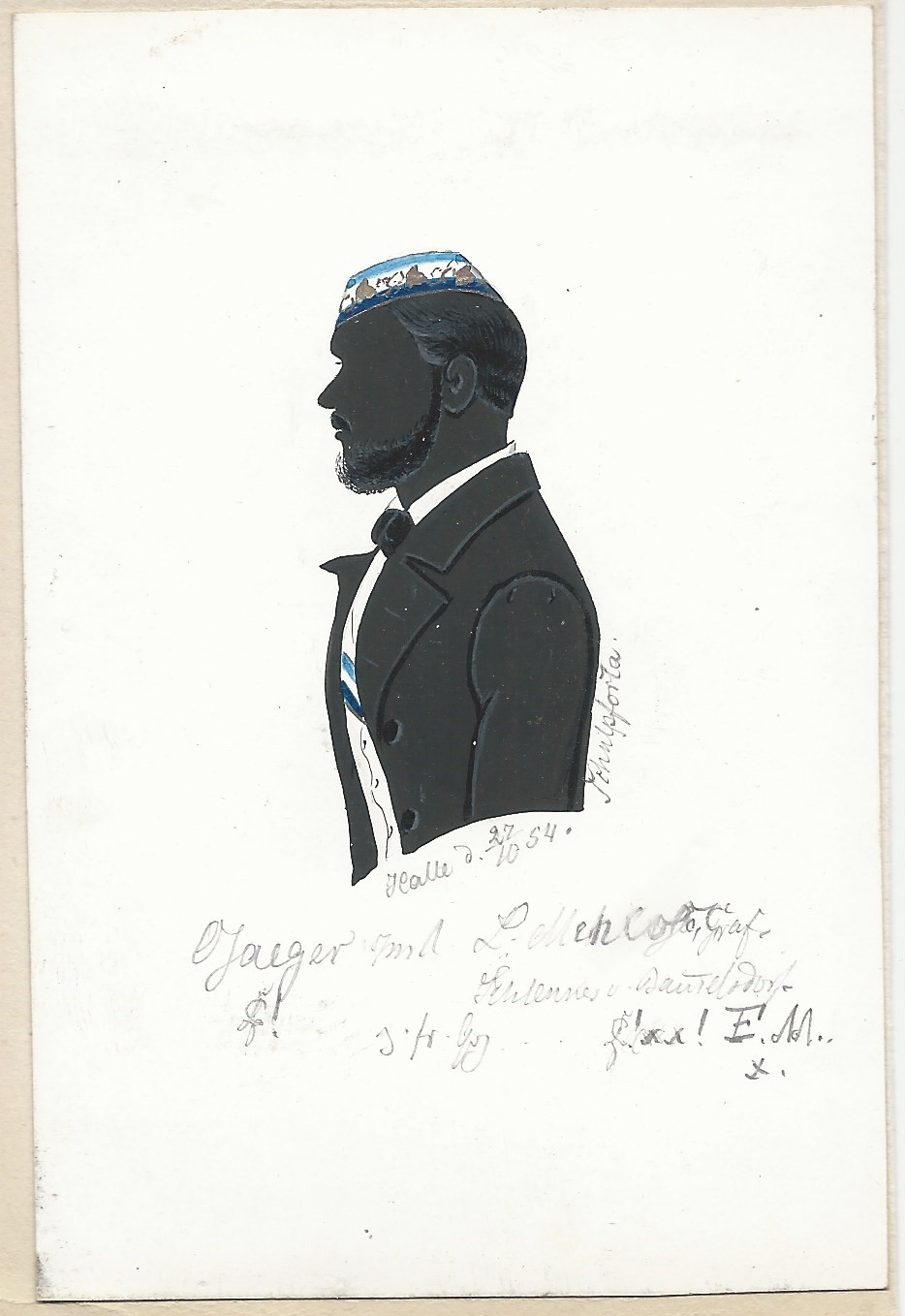
Otto Jaeger (1854)

Carl Heinrich Otto Jaeger (* 1. Februar 1835 in Gröbitz; † 7. August 1902 in Potsdam) war ein deutscher Verwaltungsjurist in Preußen.

## Leben
Der Protestant Carl Heinrich Otto Jaeger besuchte das Gymnasium Pforta. Nach dem Abitur studierte er an der Friedrichs-Universität Halle Rechtswissenschaft. 1853 wurde er im Corps Saxonia Halle aktiv. Nach dem Ersten Staatsexamen im Jahr 1856 trat er zunächst als Gerichtsreferendar am Amtsgericht Naumburg (Saale) in den preußischen Justizdienst. 1859 wechselte er als Regierungsreferendar in die innere Verwaltung Preußens, zunächst bei der Regierung in Erfurt. Nach Bestehen des zweiten Staatsexamens wurde er 1863 zum Regierungsassessor ernannt. Er kam zum Regierungsbezirk Breslau, zum Regierungsbezirk Gumbinnen (1865) und zum Regierungsbezirk Aachen. Während seiner Aachener Zeit übernahm er vom 2. Juli 1866 bis zum Dienstantritt von Robert Freiherr von der Heydt im Oktober desselben Jahres auftragsweise die Verwaltung des Kreises Eupen. Im Jahr darauf wechselte er als Regierungsassessor in die Finanzverwaltung der Regierung in Trier. und ein Jahr später im gleichen Rang zum Regierungsbezirk Wiesbaden. Nach seinem Wechsel am 1. Juli 1873 zum Regierungsbezirk Merseburg wurde er dort am 10. Juli 1874 zum Regierungsrat ernannt und erhielt den Titel Geheimer Finanzrat. Schließlich war Jaeger ab dem 23. Januar 1877 bis zu seinem Ableben noch in der Abteilung für Domänen und Forsten beim Finanzministerium in Berlin tätig, wo er am 12. Januar 1895 zum Wirklichen Geheimen Oberregierungsrat ernannt wurde.
Der Sohn Richard Jaeger war 1894 ebenfalls bei Saxonia Halle und 1910 bei Saxonia Jena aktiv.